# 中国共产党宁夏回族自治区纪律检查委员会
中国共产党宁夏回族自治区纪律检查委员会，简称中共宁夏回族自治区纪委，是中国共产党的省级纪律检查机关，与宁夏回族自治区监察委员会合署办公。

## 历届组成人员
第十三届省纪委（2022年6月至今）
- 书记：艾俊涛
- 副书记：马文娟（女，回族）、刘跃成、周刚